# Sindicato Internacional dos Empregados de Serviços
O Sindicato Internacional dos Empregados de Serviços (SEIU do Inglês para Service Employees International Union) é um sindicato que representa quase 1,9 milhão de trabalhadores em mais de 100 ocupações nos Estados Unidos e no Canadá. O foco do SEIU é organizar os trabalhadores em três setores: saúde (mais da metade dos membros trabalha na área da saúde), incluindo trabalhadores de hospitais, de home care e de casas de repouso; serviços públicos (funcionários do governo, incluindo policiais); e serviços imobiliários (incluindo zeladores [en], seguranças e trabalhadores de serviços de alimentação).
O SEIU tem mais de 150 filiais locais [en]. É afiliado à AFL-CIO, ao Strategic Organizing Center [en] e ao Canadian Labour Congress [en]. A sede internacional do SEIU está localizada em Washington, D.C., sendo um dos maiores sindicatos do país.
O sindicato é conhecido por seu forte apoio a candidatos democratas. Gastou US$ 28 milhões para apoiar Barack Obama na eleição presidencial de 2008. Em 2012, o SEIU foi o maior gastador externo em campanhas democratas, registrando quase US$ 70 milhões em doações de campanha, anúncios de televisão e esforços para obter votos em apoio ao Presidente Obama e a outros democratas. O SEIU é um dos principais apoiadores do Affordable Care Act e de leis de aumento do salário mínimo, incluindo aumentos salariais para trabalhadores de fast food. O sindicato é o principal apoiador da Fight for $15 [en].

## História
O SEIU foi fundado em 23 de abril de 1921, em Chicago, com o nome de Building Service Employees International Union (BSEIU, ou Sindicato Internacional dos Empregados em Serviços de Construção em Português); seus primeiros membros eram zeladores, operadores de elevadores [en] e lavadores de janelas. O número de membros do sindicato aumentou significativamente com a greve de 1934 no Distrito Garment, em Nova Iorque. Para refletir a diversificação cada vez maior de seus membros, em 1968 o sindicato passou a se chamar Service Employees International Union (Sindicato Internacional dos Empregados em Serviços). De 1980 a 1984, a maior parte do crescimento do SEIU veio de fusões com outros quatro sindicatos, incluindo o International Jewelry Workers' Union [en] (Sindicato Internacional dos Trabalhadores em Joalheria) e o Drug, Hospital, and Health Care Employees Union [en] (Sindicato dos Empregados em Medicamentos, Hospitais e Serviços de Saúde).
Em 1995, o presidente do SEIU, John Sweeney [en], foi eleito presidente [en] da AFL-CIO, a principal confederação de sindicatos dos Estados Unidos. Após a saída de Sweeney, o ex-assistente social Andrew Stern [en] foi eleito presidente do SEIU. Nos primeiros dez anos da administração de Stern, o número de membros do sindicato cresceu rapidamente e o SEIU tornou-se o maior sindicato da AFL-CIO.
Em 2003, o SEIU foi um dos membros fundadores da New Unity Partnership [en], uma organização de sindicatos que pressionou por um maior compromisso com a organização de trabalhadores não organizados em sindicatos. Em 2005, o SEIU foi um dos membros fundadores da Change to Win Coalition [en], que promoveu a agenda reformista. Suas diferenças com a AFL-CIO aumentaram às vésperas da convenção da AFL-CIO de 2005, quando o SEIU e o Teamsters anunciaram que estavam se desfiliando da AFL-CIO e boicotando a convenção. A Change to Win Federation realizou sua convenção de fundação em setembro de 2005, quando a secretária-tesoureira do SEIU, Anna Burger [en], foi anunciada como presidente da organização.
Na década seguinte, vários membros do Change to Win se desfiliaram e voltaram a se filiar à AFL-CIO, deixando o SEIU, o Teamsters e o United Farm Workers [en] como os membros restantes. A decisão do SEIU de se desvincular da AFL-CIO é considerada controversa por alguns especialistas em trabalho. Após a desfiliação, o SEIU continuou a experimentar um crescimento significativo no número de membros. Stern deixou o cargo de presidente do SEIU em 2010 e foi substituído por Mary Kay Henry, uma organizadora de longa data e membro da equipe do sindicato, e sua primeira presidente mulher.
April Verrett foi eleita a primeira presidente negra do sindicato em maio de 2024.
Em 8 de janeiro de 2025, o SEIU anunciou que havia se juntado novamente à AFL-CIO após uma ausência de 20 anos, elevando o total de membros da AFL-CIO para quase 15 milhões de membros, uma medida que, segundo a Associated Press, ajudaria a aumentar o poder político do sindicato.

### Presidentes do SEIU
- William Quesse [en] (1921–1927)
- Oscar Nelson [en] (1927)
- Jerry Horan [en] (1927–1937)
- George Scalise [en] (1937–1940)
- William McFetridge [en] (1940–1960)
- David Sullivan [en] (1960–1971)
- George Hardy [en] (1971–1980)
- John Sweeney [en] (1980–1995; posteriormente presidente da AFL–CIO)
- Richard Cordtz [en] (1995–1996)
- Andy Stern [en] (1996–2010)
- Mary Kay Henry (2010–2024)
- April Verrett (2024—presente)[22]

## Atividades políticas e de organização
Sob as presidências de Stern e Henry, o SEIU organizou trabalhadores em vários setores. Em alguns casos, essas iniciativas de organização foram criadas em torno de campanhas de âmbito nacional, como a campanha anterior Justice for Janitors [en]. O SEIU organizou um grande número de atendentes de home care em Oregon, Missouri, e Wisconsin, entre outros estados, em alguns casos trabalhando em conjunto com outros sindicatos.
Desde 2004, o sindicato tem obtido sucesso na organização de trabalhadores no Texas, Flórida, Nevada e Arizona, principalmente. Mais de 5.000 zeladores se organizaram com o SEIU em Houston, Texas, em 2005, o que foi especialmente significativo devido ao tamanho da campanha e à sua localização em uma área com baixa densidade sindical. Na Flórida, uma greve de alto nível na Universidade de Miami, que durou nove semanas e incluiu uma greve de fome, terminou com o sindicato conquistando a representação de 425 zeladores no campus. Essa vitória foi logo seguida por outros 600 trabalhadores no North Shore Medical Center [en] (Centro Médico North Shore), também em Miami, que votaram para se filiar ao SEIU no início de 2006.
Uma das principais áreas em potencial de crescimento sindical nos Estados Unidos é a organização de trabalhadores até então considerados “inorganizáveis”, especialmente os trabalhadores do setor de serviços com baixos salários, no que costuma ser chamado de “organização de movimentos sociais”. O SEIU desempenhou um papel importante nas greves dos trabalhadores de fast food [en] de 2012 a 2014 e contribuiu com mais de US$ 15 milhões para centros de trabalhadores e organizações comunitárias para organizá-los. O lema da campanha é “US$ 15 e um sindicato”, refletindo o apelo para aumentar o salário mínimo para US$ 15 por hora e a sindicalização dos trabalhadores de fast food. O SEIU começou a apoiar ações judiciais movidas por trabalhadores do setor de fast food junto ao National Labor Relations Board [en] (Conselho Nacional de Relações Trabalhistas), solicitando que o McDonald's seja considerado empregador conjunto dos restaurantes administrados por seus franqueados, uma medida que facilitaria substancialmente a sindicalização dos funcionários do McDonald's. Professores adjuntos de faculdades e universidades têm participado de uma campanha semelhante.
Em junho de 2004, o SEIU lançou um grupo afiliado que não é membro do sindicato, chamado Purple Ocean, como um mecanismo para mobilizar membros que não são do SEIU em apoio à agenda do sindicato. Os membros do Purple Ocean não têm direito a voto no SEIU.
Em novembro de 2009, o SEIU e o National Union of Healthcare Workers [en] (NUHW, ou Sindicato Nacional dos Trabalhadores da Saúde em Português) disputaram o direito de representar 10.000 trabalhadores da área de saúde domiciliar em Fresno, Califórnia. Depois que o SEIU ganhou o direito de representar os trabalhadores, o NUHW acusou o SEIU de alterar as cédulas de votação e ameaçar denunciar um trabalhador às autoridades de imigração. O NUHW solicitou que a eleição fosse invalidada e que uma nova eleição fosse ordenada devido ao que ele disse ser evidência de intimidação.
Em 2012, o SEIU, a Federação Americana de Professores [en] (Federação Americana de Professores) e o AFSCME (Federação Americana de Funcionários Estaduais, do Condado e Municipais) concordaram com uma aliança somente política para a campanha eleitoral nacional de 2012. Em 2016, o AFSCME e o SEIU anunciaram uma extensão desse acordo, levando a especulações sobre uma possível fusão futura.
Em janeiro de 2015, o SEIU endossou Hillary Clinton como candidata do Partido Democrata à Presidência dos EUA, apesar de sua oposição à campanha emblemática do sindicato Fight for $15.
Em julho de 2020, três membros do SEIU, Felix Thomson, Julia Wallace e Mark Ostapiak, publicaram um artigo no fórum de mídia e organização Labor Notes [en] descrevendo sua participação em uma campanha para desfiliar os sindicatos da polícia do SEIU.
O Service Employees International Union contestou a Proposição 22 da Califórnia [en]. A proposição foi inicialmente derrubada nos tribunais inferiores antes de a decisão ser revertida no Tribunal de Apelação.
Em 15 de novembro de 2023, o então presidente Joe Biden nomeou Nicole Berner [en], conselheira geral do SEIU, para o Tribunal de Apelações do Quarto Circuito dos Estados Unidos [en].

### Sodexo
Em 2009, o sindicato lançou uma campanha nacional contra a Sodexo, criticando os padrões trabalhistas da empresa. A estratégia do sindicato, que acabou não tendo sucesso, envolveu a organização de grupos de estudantes para pressionar os administradores das universidades a expulsar a Sodexo dos refeitórios das escolas, a menos que a empresa permitisse a sindicalização. A Sodexo USA entrou com uma ação civil contra a SEIU sob a Lei de Organizações Corruptas e Influenciadas por Racketeer [en] em 17 de março de 2011. Na queixa, a Sodexo alegou que a SEIU se envolveu em chantagem, vandalismo, invasão de propriedade, assédio e violações da lei de lobby, referindo-se à campanha “Clean Up Sodexo” como “táticas antiquadas de braço forte” e ao comportamento da SEIU como ‘flagrante’ e “ilegal”.
Durante o julgamento, foi revelado que, em 1988, o SEIU havia co-escrito um manual que detalhava como “a pressão externa pode envolver o comprometimento das relações entre o empregador e credores, investidores, acionistas, clientes, consumidores, pacientes, inquilinos, políticos ou outros de quem o empregador depende para obter fundos”. As táticas recomendadas incluíam referências a chantagem e extorsão, acusações de racismo e sexismo, tendo como alvo as residências e bairros de líderes empresariais para manifestações, e também declarava explicitamente que, às vezes, era necessário “desobedecer à lei.” Após a descoberta desse documento pelo tribunal, chegou-se a um acordo em que a Sodexo retirou a ação judicial e a SEIU encerrou sua campanha pública focada na Sodexo.

### Doações políticas
De acordo com a OpenSecrets [en], desde 1990, o SEIU tem sido a principal organização do país a contribuir para campanhas federais, doando US$ 232.694.670, 99% dos quais foram para os democratas. Durante o mesmo período, a National Education Association foi a segunda maior doadora política organizacional, contribuindo com US$ 96.992.506, 97% dos quais foram para os democratas. Desde 1998, o SEIU gastou US$ 19.676.660 em dinheiro adicional em lobby.

## Sindicatos locais

### 1199SEIU United Healthcare Workers East
O maior sindicato local do SEIU é o 1199SEIU United Healthcare Workers East (algo como Trabalhadores do setor de saúde no Leste United 1199SEIU). Com um número aproximado de 300.000 membros, é o segundo maior sindicato dos Estados Unidos. Ele representa os trabalhadores em várias partes do estado de Nova Iorque, principalmente na cidade de Nova Iorque, mas também ao longo da costa leste dos Estados Unidos.

### United Healthcare Workers West
O SEIU Local 2005 United Healthcare Workers West (UHW West) é um grande sindicato local (150.000 membros) com sede em Oakland, Califórnia. Em agosto de 2008, o sindicato internacional anunciou planos para uma audiência para considerar a curadoria do UHW West. Em 27 de janeiro de 2009, o SEIU colocou o UHW West sob tutela e demitiu 70 dos executivos locais, incluindo o presidente Sal Rosselli [en]. Rosselli e outros líderes demitidos reformaram o sindicato sob o nome de National Union of Healthcare Workers [en] e pressionaram os membros do UHW West em 60 instalações a votarem pela desertificação do SEIU. Em 2012, o NUHW representava apenas 6 instalações do antigo SEIU-UHW.
No início de 2013, o NUHW se afiliou à California Nurses Association. Além disso, no início de 2013, o National Labor Relations Board (NLRB) ordenou que os resultados da eleição de 2010 do sindicato Kaiser Permanente (uma votação de quase 45.000 funcionários do Kaiser-Permanente escolhendo entre o NUHW e o SEIU-UHW) fossem anulados com base em evidências de conluio entre o SEIU-UHW e o empregador. A segunda eleição foi vencida pelo SEIU-UHW, por um voto de 18.844 a 13.101.

### Local 32BJ
O SEIU 32BJ é uma organização local de serviços de construção civil politicamente ativa com sede em Nova Iorque. O 32BJ representa mais de 170.000 trabalhadores de serviços imobiliários, e faz parte das campanhas SEIU Justice for Janitors, Stand for Security e Multi Service Workers.
Em 2010, o Fundo de Treinamento Thomas Shortman do SEIU 32BJ recebeu um subsídio de US$ 2,8 milhões do Departamento do Trabalho, como parte da Lei Americana de Recuperação e Reinvestimento, com o objetivo de criar empregos nos setores verdes em expansão nos dois anos seguintes. O programa (1.000 Green Supers) tinha como objetivo ajudar a treinar 2.200 superintendentes de edifícios da cidade de Nova Iorque em eficiência energética.
A National Conference of Firemen and Oilers [en] é uma afiliada da 32BJ.

### Local 87
Um dos primeiros locais do SEIU foi o Local 87, um sindicato local que tem suas origens na década de 1920, quando era conhecido como Local 9 do Building Service Employees International Union (BSEIU). Foi originalmente liderado por George Hardy. Cerca de 700 membros zeladores do local iniciaram uma paralisação em 24 de março de 2021, fazendo greve em favor de medidas de segurança no local de trabalho, incluindo “salvaguardas contra assédio sexual”, remuneração justa e direitos de antiguidade. A greve ocorre após 8 meses de negociações contratuais, 27 mortes por COVID-19 entre os membros do sindicato e 3.000 membros demitidos desde o início da pandemia.

### Local 721
O SEIU Local 721 é o maior sindicato de funcionários do condado de Los Angeles, representando 57.000 funcionários do condado em funções de enfermagem, assistência social e escritório.

### Local 2015
O SEIU Local 2015 representa 425.000 funcionários de cuidados de longo prazo [en], o que o torna o maior sindicato local da Califórnia e o segundo maior dos Estados Unidos. Em novembro de 2022, os funcionários do Local 2015 entraram em greve contra o sindicato em uma das maiores greves de funcionários de sindicatos da história.

### Local 1000
O SEIU Local 1000 (Sindicato dos Funcionários do Estado da Califórnia) é afiliado à Associação dos Funcionários do Estado da Califórnia [en] (CSEA) com outro sindicato, o Sindicato dos Funcionários da Universidade do Estado da Califórnia [en], SEIU Local 2579, um afiliado não sindicalizado de gerentes, funcionários confidenciais e de supervisão que são excluídos da negociação coletiva e um afiliado de funcionários estaduais aposentados. Yvonne Walker é a presidente desde 2008. O SEIU Local 1000 representa 95.000 funcionários públicos estaduais, muitos dos quais são funcionários administrativos e de escritório, bibliotecários, engenheiros e enfermeiros. O Local 1000 lida com questões que preocupam os funcionários públicos atuais, como salários, benefícios, condições de trabalho e negociações de contratos. O Local 1000 tem nove unidades de negociação [en] e representa uma variedade de funcionários do estado, incluindo funcionários do DMV [en], equipe de apoio da prisão (excluindo guardas uniformizados), trabalhadores de tecnologia da informação, enfermeiros e equipe administrativa.
No caso Knox v. Service Employees International Union, Local 1000 [en], a Suprema Corte dos EUA concluiu que o Local 1000 havia usado captação ilegal de recursos durante a eleição especial de 2005 na Califórnia [en].

### Committee of Interns and Residents
O Committee of Interns and Residents [en] Local 1957 é o maior sindicato de housestaff dos Estados Unidos.

### National Association of Government Employees (NAGE)
A Associação Nacional de Funcionários do Governo (NAGE), SEIU Local 5000, representa dezenas de milhares de funcionários públicos estaduais, federais e municipais, incluindo enfermeiros, profissionais de EMS, bombeiros, policiais e agentes penitenciários e técnicos aéreos militares.

### SEIU Healthcare (Local 1 Canadá)
O maior local do Canadá é o SEIU Healthcare, anteriormente conhecido como SEIU Local 1 Canada. Ele representa mais de 50.000 trabalhadores da área de saúde e serviços comunitários em Ontário e na Colúmbia Britânica. Seus membros trabalham em hospitais, atendimento domiciliar, casas de repouso e de repouso e serviços comunitários. Em 2013, o sindicato passou a se chamar SEIU Healthcare.

## Composição
De acordo com os registros do Departamento de Trabalho do SEIU, desde 2005 (quando as classificações dos membros foram informadas pela primeira vez), cerca de dois por cento dos membros do sindicato são considerados aposentados, com direito a voto no sindicato. Os contratos do SEIU também cobrem alguns não membros, conhecidos como pagadores de taxas de agência [en], que, desde 2005, representam, comparativamente, cerca de um décimo do número de membros do sindicato. Em 2014, isso representava cerca de 35.000 aposentados e cerca de 180.000 não membros que pagavam taxas de agência, em comparação com cerca de 1,8 milhão de membros regulares.

## Materiais de arquivo e históricos
O repositório oficial do SEIU é a Biblioteca Walter P. Reuther [en] de Assuntos Trabalhistas e Urbanos da Wayne State University, em Detroit. A Biblioteca Reuther, o maior arquivo trabalhista da América do Norte, detém a mais completa coleção de materiais de fonte primária sobre o SEIU, com mais de 300 metros de registros do sindicato, cobrindo 105 anos de história (1905-2010). As coleções do SEIU incluem uma variedade de materiais organizacionais, executivos, fotográficos e publicitários, além de muitos outros tipos de registros adicionais. O relacionamento entre a SEIU e a Biblioteca Reuther começou oficialmente em 1992 e, desde então, as coleções têm sido mantidas por um arquivista da SEIU dedicado à equipe dos arquivos. Coleções notáveis incluem o Escritório Executivo da SEIU: Registros de John Sweeney, Registros do Distrito 925, e materiais que documentam a campanha Justice for Janitors [en] das diversas afiliadas locais da SEIU.
Outras coleções de arquivos podem ser encontradas na Biblioteca de Coleções Especiais da Universidade de Washington (Building Service Employees' International Union, Local 6 Records e Service Employees International Union, Local 120 Records). Os registros do United Service Workers West do SEIU, incluindo a campanha Justice for Janitors, são mantidos pelo Departamento de Coleções Especiais da Biblioteca da UCLA.

## Links externos
- Site oficial
- Coleções da SEIU na Biblioteca Walter P. Reuther na Universidade Wayne State
- Arquivos da SEIU na Biblioteca da UCLA
- Centro de Pesquisa e Arquivos Trabalhistas
- «Homepage - SEIU Local 721». www.seiu721.org (em inglês)